# Sasebi przylądkowy
Sasebi przylądkowy (Damaliscus pygargus) (w starszej literaturze polskiej bontebok) – gatunek ssaka parzystokopytnego z rodziny wołowatych. Najmniejszy gatunek w podrodzinie bawolców (Alcelaphinae). Wcześniej był klasyfikowany pod nazwą Damaliscus dorcas. Do sasebi przylądkowych zaliczane są dwa wyraźnie różniące się od siebie podgatunki – sasebi przylądkowy i sasebi zuluski, obydwa uważane za jedne z najrzadszych antylop.

## Występowanie i biotop
Obecny zasięg występowania gatunku obejmuje południową Afrykę. Sasebi przylądkowy zasiedla tereny wschodniej i środkowej części Afryki Południowej, a bontebok właściwy równiny Wysokiego Weldu i równinne tereny wzdłuż południowych wybrzeży Republiki Południowej Afryki. Sasebi przylądkowy zasiedla wyłącznie formacje roślinne zwane fynbosem a siedliskiem blesboka są otwarte tereny trawiaste, sawanny. Naturalne zasięgi występowania obydwu podgatunków w przeszłości nie nakładały się. Obydwie populacje oddzielone były szerokim pasem Wielkiego Karru. Dopiero na skutek introdukcji bontebok i blesbok pojawiły się na tych samych obszarach.

## Charakterystyka ogólna
| Podstawowe dane         | Podstawowe dane         |
| ----------------------- | ----------------------- |
| Długość ciała           | 140–160 cm              |
| Wysokość w kłębie       | 85–100 cm               |
| Długość ogona           | 30–45 cm                |
| Masa ciała              | 55-80 kg                |
| Dojrzałość płciowa      | 2,5 roku                |
| Okres godowy            | marzec-kwiecień         |
| Ciąża                   | 8 miesięcy              |
| Liczba młodych w miocie | 1                       |
| Długość życia           | 17 lat (maksymalnie 23) |
| Liczba chromosomów      | 2n = 38                 |

### Wygląd
Długość ciała waha się w przedziale 140–160 cm. Ubarwienie czerwonobrązowe, brunatne lub prawie czarne, z białym lustrem i białymi fragmentami na przedniej części głowy i kończynach. Ogon o długości 30–45 cm.
Dymorfizm płciowy jest słabo zaznaczony. Samce są większe i cięższe od samic. Masa ciała samców wynosi 65-80 kg, a samic 55-70 kg. Podgatunek sasebi przylądkowy jest nieco lżejszy od sasebi zuluskiego. U przedstawicieli obydwu płci występują rogi o długości do 50 cm. Rogi są osadzone blisko siebie i mają poprzeczne zgrubienia.

### Tryb życia

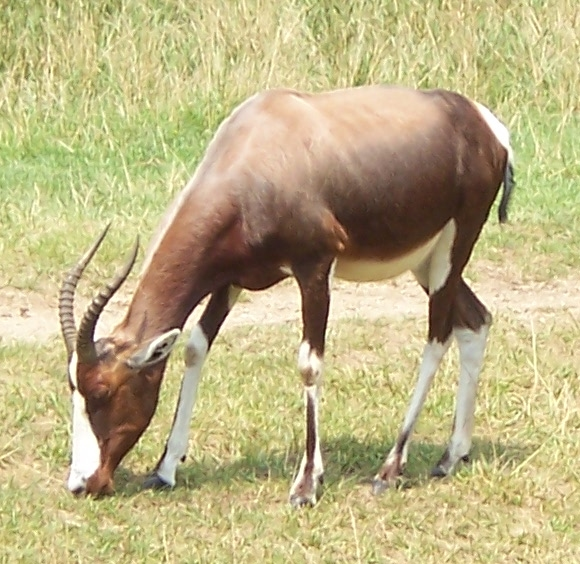
Pasący się bontebok

Sasebi przylądkowe i sasebi zuluskie są zwierzętami socjalnymi, tworzącymi stada złożone z ok. 10 osobników, a w przypadku blesboka – do 25 osobników. Stado prowadzone jest przez dominującego samca.
Dawniej odbywały długie wędrówki pokarmowe formując duże grupy luźno połączonych stad. Obecnie ze względu na znaczne przetrzebienie stad i utratę dostępnych siedlisk ich wędrówki są ograniczone. Żerują w ciągu dnia. Największą aktywność wykazują rano i po południu. Są zwierzętami roślinożernymi – jedzą trawę i zioła. Potrafią wytrzymać kilka dni bez dostępu do wody. Żyją do 17 lat. W niewoli zanotowano jeden przypadek samicy w wieku 23 lat.

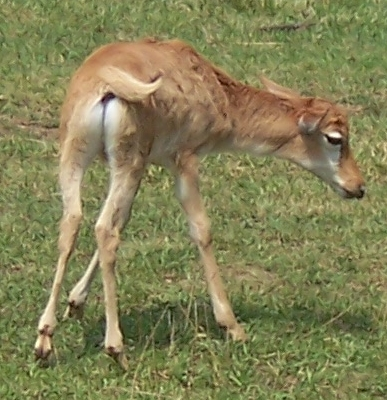
Młody bontebok

Dojrzałe samce wykazują zachowania terytorialne. Zajmowane przez nie terytoria mogą mieć od 4 do 28 ha. Samce znakują terytoria poprzez defekację i demonstrują postawy agresywne wobec innych samców. Między samcami dochodzi do konfrontacji. W znakowaniu terenu biorą również udział samice, które razem z samcami używają wydzieliny zapachowej gruczołów przedoczodołowych.

### Rozród
Samice dojrzewają płciowo pod koniec drugiego roku życia. Po 8-miesięcznej ciąży samica rodzi zwykle jedno młode. Okres porodów u Damaliscus pygargus rozpoczyna się w sierpniu, a kończy w połowie grudnia. Młode rodzą się w wysokiej trawie i po około dwóch godzinach od porodu mogą się samodzielnie poruszać. Nowo narodzone samce pozostają z matką przez ok. 4 miesiące, a młode samice – do czasu kiedy ich matka urodzi po raz kolejny.
Na terenach, gdzie zostały introdukowane obydwa gatunki stwierdzono ich zdolność do swobodnego krzyżowania.

## Podgatunki
Wyróżniono dwa podgatunki bonteboka:
- sasebi przylądkowy[5] (Damaliscus pygargus pygargus) – także: bontebok właściwy – status zagrożenia NT (podwyższonego ryzyka)[9]
- sasebi zuluski[5] (Damaliscus pygargus phillipsi) – także: blesbok – status zagrożenia LC (najmniejszej troski)[10]

## Znaczenie
Do czasu wyniszczenia dzikiej populacji sasebi przylądkowe były obiektem polowań safari. Zabijano je dla mięsa i skór.

## Zagrożenia i ochrona

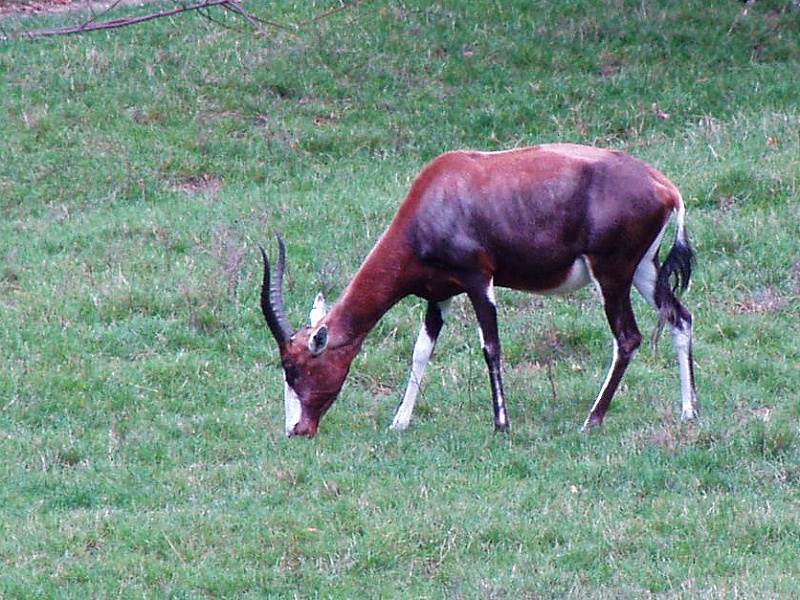
sasebi zuluski, Ogród zoologiczny w Pradze

Obydwa podgatunki sasebi przylądkowego zostały niemal doszczętnie wyniszczone pod koniec XIX w. W Suazi i Lesotho wyginęły całkowicie przed 1900 (później zostały tam reintrodukowane). Około roku 1930 na wolności pozostało 17 osobników.
W 1931 w Bontebok National Park umieszczono 17 z ostatnich 20 znanych osobników żyjących na wolności. W 1960 r. park wraz ze zwierzętami został przeniesiony do dystryktu Swellendam.  W 1992 w Afryce Południowej było 2000 bonteboków. Obecnie występują wyłącznie na obszarach chronionych (parki narodowe i rezerwaty). Zostały introdukowane poza zasięgiem pierwotnego występowania – w Namibii, Botswanie i Zimbabwe. W wyniku działań ochronnych ich liczebność znacznie się zwiększyła i obecna populacja jest uważana za stabilną. W sezonie łowieckim 2003–2004 zanotowano 4330 szt. upolowanych blesboków.
Do ich naturalnych wrogów należą większe drapieżniki – lew, lampart, gepard, hiena i likaon.
Podgatunek nominalny Damaliscus pygargus pygargus jest objęty konwencją waszyngtońską  CITES (załącznik II).
W Czerwonej księdze gatunków zagrożonych Międzynarodowej Unii Ochrony Przyrody i Jej Zasobów Damaliscus pygargus został zaliczony do kategorii LC jako gatunek, ale jego podgatunki zaliczono do kategorii NT − sasebi przylądkowy (D. p. pygargus) i LC − sasebi zuluski (D. p. phillipsi).